# 联和镇
联和镇，是中华人民共和国广东省肇庆市广宁县一个已撤销的行政建制镇。
2011年时，下辖9个行政村：河口村、联华村、塘角村、联星村、带心村、石坳村、明星村、大迳村、白带村。2012年1月11日，广东省民政厅批复同意撤销联和镇，将其所辖行政区域划归江屯镇。